# Anaxipha furtiva
Anaxipha furtiva är en insektsart som beskrevs av Otte, D. och Perez-gelabert 2009. Anaxipha furtiva ingår i släktet Anaxipha och familjen syrsor. Inga underarter finns listade i Catalogue of Life.